# 初めて○○やってみた
『初めて○○やってみた』（はじめてまるまるやってみた）は、テレビ朝日で2014年4月3日未明（2日深夜）から2015年5月3日まで放送されたバラエティ番組。全53回。

## 内容
様々な初体験動画を鑑賞し「初めて」の良さに浸る番組。週代わりMCや宇賀もタジオで初体験をする。
開始して3ヶ月後の7月12日には、初のゴールデンタイムでの2時間スペシャルを放送した。
2014年10月5日からは日曜23:15 - 翌0:10へ移動し、全国ネット化。10月5日放送分の冒頭では「新番組」とアナウンスされた。
2015年3月9日の月曜19:00 - 20:54には再び2時間スペシャルとして、『初めて○○やってみた 開店ハウマッチ!? あの店開店するのにいくらかかるか教えちゃいますSP』のタイトルで放送されている。
番組開始当初は視聴者から投稿された動画(「赤ちゃんが初めて○○を食べてみた」)やMC・ゲストが初めてのことに挑戦する(さまぁ〜ず三村が娘に「パパのことどう思ってる？と聞いてみた」)内容だった。
後期になるにつれて、店舗の新規開店に番組が密着するなどの内容にシフトしていった。
なお、番組末期の放送枠には2015年4月改編での新番組『関ジャム 完全燃SHOW』が放送開始されたが、同番組の開始日が改編発表時点で未定であったため、当番組は同年4月改編後も当面放送継続となるも、5月3日をもって終了した。

## 出演者
- 宇賀なつみ（放送当時はテレビ朝日アナウンサー）
  - バラエティ番組のMCを務めるのは当番組が初めてである。
- 週替わりゲストMC
  - 主に男性お笑い芸人・タレントが中心。お笑いコンビ・トリオの場合ピンで登場する事もある。
  - 最初のゲストMCはさまぁ〜ずの三村マサカズ、昇格後初のゲストMCは相方の大竹一樹。

## スタッフ

### 木曜未明（水曜深夜）時代
- 企画：奥川晃弘
- 構成：鈴木おさむ、樋口卓治、デーブ八坂
- TM：大島秀一
- TD：大槻和也、外川真一
- CAM：外川真一、千ケ崎裕介、蝦名岳文
- VE：樋口優介
- 音声：鈴木謙介
- 照明：武藤潤
- 美術デザイン：小山晃弘
- 美術進行：野口香織
- CG：横井勝
- 大道具：小野祐樹
- 小道具：塚谷将朗
- 電飾：佐々木航
- EED：菅原孝弘、毛利陽平
- MA：内藤憲司
- 音効：上島光央
- TK：村田理実
- スタイリスト：加藤理佐
- 協力：IMAGICA、東京オフラインセンター、PDトウキョウ
- 機材協力：第一興商
- 衣装協力：ABISTE、CUSTOMCULTURE、She'sPREFERENCE、M'SGRAY、hiromichiBYHIROMICHINAKANO、carhartt、VISIONSTREET WEAR
- 編成：田中真由子（途中まで）、西勇哉
- 宣伝：尾木実愛
- 制作スタッフ：里見諒、野口眞嗣、平野陽子、小松田あすみ、福田真琴、渡邉深浪、橋本さや加、新井優
- ディレクター：大谷真也、矢野和久、田中健太、福田弘、小林圭子
- アシスタントプロデューサー：久野木麻子、鈴木園子
- プロデューサー・ディレクター：片野正大
- プロデューサー：荻野健太郎
- ゼネラルプロデューサー：樋口圭介
- 制作著作：テレビ朝日

### 日曜深夜時代
- ナレーター：立木文彦
- 企画：奥川晃弘
- 構成：鈴木おさむ、デーブ八坂、大塚いそ乃、尾首大樹、清山智之
- TM：福元昭彦
- TD：渡辺晃一
- CAM：関川常裕
- VE：橋口司、菅原将
- 音声：鈴木謙介
- 照明：木内聡
- 美術：小山晃弘
- デザイン：崔美季
- 美術進行：野口香織
- 大道具：二階堂悠
- 小道具：塚谷将朗
- 電飾：服部勇太
- 植木：杉田英展
- メイク：川口カツラ店
- EED：毛利陽平
- MA：内藤憲司
- 音効：上島光央
- TK：安達真理
- スタイリスト：加藤理佐
- ロケ技術：TSP
- 制作協力：ViViA
- 協力：IMAGICA、東京オフラインセンター
- 編成：吉川徹
- 宣伝：尾木実愛
- 制作スタッフ：荻原正雄、齋藤貴次、伊原雄樹、須永彩花、新井優、野口眞嗣、福田真琴、矢﨑浩司
- ディレクター：大谷真也、矢野和久、田中健太、地曳範剛、山本結城、今井伸弥、石田瑞恵
- アシスタントプロデューサー：逆井かおり、久野木麻子、鈴木園子
- チーフディレクター：木津優
- プロデューサー：荻野健太郎、梶山貴弘
- ゼネラルプロデューサー：樋口圭介
- 製作著作：テレビ朝日

## ネット局

### 木曜未明（水曜深夜）時代
| 放送対象地域 | 放送局         | 系列           | 放送日時                     | 放送開始日    | 遅れ       |
| ------------ | -------------- | -------------- | ---------------------------- | ------------- | ---------- |
| 関東広域圏   | テレビ朝日     | テレビ朝日系列 | 木曜 0:15 - 0:45（水曜深夜） | 2014年4月3日  | 制作局     |
| 岩手県       | 岩手朝日テレビ | テレビ朝日系列 | 木曜 0:15 - 0:45（水曜深夜） | 2014年4月3日  | 同時ネット |
| 秋田県       | 秋田朝日放送   | テレビ朝日系列 | 木曜 0:15 - 0:45（水曜深夜） | 2014年4月3日  | 同時ネット |
| 山形県       | 山形テレビ     | テレビ朝日系列 | 木曜 0:15 - 0:45（水曜深夜） | 2014年4月3日  | 同時ネット |
| 長野県       | 長野朝日放送   | テレビ朝日系列 | 木曜 0:15 - 0:45（水曜深夜） | 2014年4月3日  | 同時ネット |
| 沖縄県       | 琉球朝日放送   | テレビ朝日系列 | 木曜 0:15 - 0:45（水曜深夜） | 2014年4月3日  | 同時ネット |
| 石川県       | 北陸朝日放送   | テレビ朝日系列 | 火曜 0:15 - 0:45（月曜深夜） | 2014年4月15日 | 遅れネット |
| 福岡県       | 九州朝日放送   | テレビ朝日系列 | 水曜 1:50 - 2:20（火曜深夜） | 2014年4月16日 | 遅れネット |
| 山口県       | 山口朝日放送   | テレビ朝日系列 | 火曜 0:15 - 0:45（月曜深夜） | 2014年4月17日 | 遅れネット |
| 愛媛県       | 愛媛朝日テレビ | テレビ朝日系列 | 木曜 1:50 - 2:20（水曜深夜） | 2014年4月17日 | 遅れネット |
| 福島県       | 福島放送       | テレビ朝日系列 | 金曜 0:20 - 0:50（木曜深夜） | 2014年4月18日 | 遅れネット |
| 青森県       | 青森朝日放送   | テレビ朝日系列 | 木曜 1:10 - 1:40（水曜深夜） | 2014年5月1日  | 遅れネット |
| 中京広域圏   | メ〜テレ       | テレビ朝日系列 | 火曜 0:20 - 0:50（月曜深夜） | 2014年7月8日  | 遅れネット |
| 北海道       | 北海道テレビ   | テレビ朝日系列 | 水曜 13:15 - 13:52           | 2014年7月30日 | 遅れネット |

### 日曜深夜時代
| 放送対象地域   | 放送局           | 系列           | 放送日時                     | 放送日の遅れ |
| -------------- | ---------------- | -------------- | ---------------------------- | ------------ |
| 関東広域圏     | テレビ朝日       | テレビ朝日系列 | 日曜 23:15 - 翌0:10          | 制作局       |
| 北海道         | 北海道テレビ     | テレビ朝日系列 | 日曜 23:15 - 翌0:10          | 同時ネット   |
| 青森県         | 青森朝日放送     | テレビ朝日系列 | 日曜 23:15 - 翌0:10          | 同時ネット   |
| 岩手県         | 岩手朝日テレビ   | テレビ朝日系列 | 日曜 23:15 - 翌0:10          | 同時ネット   |
| 宮城県         | 東日本放送       | テレビ朝日系列 | 日曜 23:15 - 翌0:10          | 同時ネット   |
| 秋田県         | 秋田朝日放送     | テレビ朝日系列 | 日曜 23:15 - 翌0:10          | 同時ネット   |
| 山形県         | 山形テレビ       | テレビ朝日系列 | 日曜 23:15 - 翌0:10          | 同時ネット   |
| 福島県         | 福島放送         | テレビ朝日系列 | 日曜 23:15 - 翌0:10          | 同時ネット   |
| 新潟県         | 新潟テレビ21     | テレビ朝日系列 | 日曜 23:15 - 翌0:10          | 同時ネット   |
| 長野県         | 長野朝日放送     | テレビ朝日系列 | 日曜 23:15 - 翌0:10          | 同時ネット   |
| 静岡県         | 静岡朝日テレビ   | テレビ朝日系列 | 日曜 23:15 - 翌0:10          | 同時ネット   |
| 石川県         | 北陸朝日放送     | テレビ朝日系列 | 日曜 23:15 - 翌0:10          | 同時ネット   |
| 中京広域圏     | メ〜テレ         | テレビ朝日系列 | 日曜 23:15 - 翌0:10          | 同時ネット   |
| 広島県         | 広島ホームテレビ | テレビ朝日系列 | 日曜 23:15 - 翌0:10          | 同時ネット   |
| 山口県         | 山口朝日放送     | テレビ朝日系列 | 日曜 23:15 - 翌0:10          | 同時ネット   |
| 香川県・岡山県 | 瀬戸内海放送     | テレビ朝日系列 | 日曜 23:15 - 翌0:10          | 同時ネット   |
| 愛媛県         | 愛媛朝日テレビ   | テレビ朝日系列 | 日曜 23:15 - 翌0:10          | 同時ネット   |
| 福岡県         | 九州朝日放送     | テレビ朝日系列 | 日曜 23:15 - 翌0:10          | 同時ネット   |
| 長崎県         | 長崎文化放送     | テレビ朝日系列 | 日曜 23:15 - 翌0:10          | 同時ネット   |
| 熊本県         | 熊本朝日放送     | テレビ朝日系列 | 日曜 23:15 - 翌0:10          | 同時ネット   |
| 大分県         | 大分朝日放送     | テレビ朝日系列 | 日曜 23:15 - 翌0:10          | 同時ネット   |
| 鹿児島県       | 鹿児島放送       | テレビ朝日系列 | 日曜 23:15 - 翌0:10          | 同時ネット   |
| 沖縄県         | 琉球朝日放送     | テレビ朝日系列 | 日曜 23:15 - 翌0:10          | 同時ネット   |
| 近畿広域圏     | 朝日放送         | テレビ朝日系列 | 月曜 0:58 - 1:53（日曜深夜） | 103分遅れ    |
| 高知県         | 高知放送         | 日本テレビ系列 | 日曜 0:55 - 1:55（土曜深夜） | 遅れネット   |
| 鳥取県・島根県 | 山陰放送         | TBS系列        | 火曜 0:23 - 1:18（月曜深夜） | 遅れネット   |

- 上記各局では2014年7月12日（土曜日）18:56 - 20:54にゴールデンタイムでの特番を全局同時ネットで放送した。
- 朝日放送ではテレビ朝日で放送の同時刻に『なるみ・岡村の過ぎるTV』を放送のため時差ネット。